# 马尔谢莫雷
马尔谢莫雷（法語：Marchémoret，法語發音：[maʁʃemɔʁɛ] ⓘ）是法国塞纳-马恩省的一个市镇，属于莫城区。

## 地理
马尔谢莫雷（49°3'2"N, 2°46'13"E）面积7.04 平方千米，位于法国法蘭西島大區塞纳-马恩省，该省份为法国北部内陆省份，北起瓦兹省，西接埃松省、马恩河谷省、塞纳-圣但尼省和瓦兹河谷省，南至卢瓦雷省，东南接约讷省，东临马恩省和奥布省，东北接埃纳省。
与马尔谢莫雷接壤的市镇（或旧市镇、城区）包括：瓦斯里、鲁夫尔、圣马尔、圣帕蒂、圣苏普莱、拉尼勒塞克、蒙热昂戈埃勒。

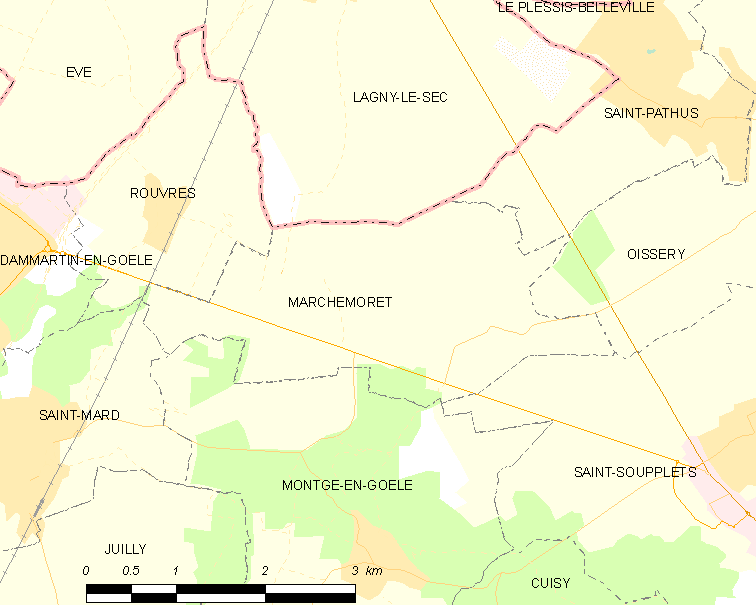
马尔谢莫雷的OSM定位图

马尔谢莫雷的时区为UTC+01:00、UTC+02:00（夏令时）。

## 行政
马尔谢莫雷的邮政编码为77230，INSEE市镇编码为77273。

## 政治
马尔谢莫雷所属的省级选区为米特里-莫里县。

## 人口

1962-2008年间马尔谢莫雷人口变化图示

马尔谢莫雷于2022年1月1日时的人口数量为614人。